# Lista de episódios de Hannah Montana
Esta é uma lista de episódios da Série Original do Disney Channel Hannah Montana, exibida inicialmente nos Estados Unidos, no canal pago Disney Channel, no dia 24 de março de 2006. Criada por Michael Poryes, Richard Correll e Barry O'Brien, a série mostra a vida de uma adolescente que tem uma vida dupla, sendo uma estudante chamada Miley Stewart de dia e uma famosa cantora Pop chamada Hannah Montana de noite, e mostrando como ela esconde sua vida dupla de várias pessoas, exceto de sua família e amigos.
- A lista está de acordo com a lista original dos Estados Unidos. ([original])

## Episódios
| Temporada | Temporada | Episódios | Estreia Original      | Encerramento Original |
| --------- | --------- | --------- | --------------------- | --------------------- |
|           | 1         | 26        | 24 de Março de 2006   | 30 de Março de 2007   |
|           | 2         | 29        | 23 de Abril de 2007   | 12 de Outubro de 2008 |
|           | 3         | 30        | 2 de Novembro de 2008 | 14 de Março de 2010   |
|           | Filme     | -         | 10 de abril de 2009   | 10 de abril de 2009   |
|           | 4         | 13        | 11 de Julho de 2010   | 16 de Janeiro de 2011 |

## 1.ª Temporada: 2006–2007
| Nº Série | Nº Temporada | Título | Dirigido por          | Criado por                                                                   | Datas de exibição                          | Cód. de produção | Audiência (em milhões) |
| -------- | ------------ | --- | --------------------- | ---------------------------------------------------------------------------- | ------------------------------------------ | ---------------- | ---------------------- |
| 1        | 1            | "Lilly, Você Quer Saber Um Segredo?" Lilly, Do You Want to Know a Secret?"                                              | Lee Shallat Chemel    | Michael Poryes Richard Correll Barry O'Brien                                 | 24 de Março de 2006 26 de Novembro de 2006 | 101              | 5.4 2.6                |
| 2        | 2            | "Miley e Seu Chiclete" "Miley, Get Your Gum"                                                                            | David Kendall         | Michael Poryes                                                               | 31 de Março de 2006                        | 103              | 4.0 1.6                |
| 3        | 3            | "Ela é uma Super Espiã" "She's a Supersneak"                                                                            | David Kendall         | Kim Friese                                                                   | 7 de Abril de 2006                         | 105              | N/A 1.2                |
| 4        | 4            | "Eu Não Posso Obrigar você Amar a Hannah se Você Não quer" "I Can't Make You Love Hannah If You Don't"                  | Roger S. Christansen  | Kim Friese                                                                   | 14 de Abril de 2006                        | 108              | 3.9 1.3                |
| 5        | 5            | "A Festa é Minha e eu Minto se Eu Quiser" "It's My Party and I'll Lie If I Want To"                                     | Roger S. Christiansen | Douglas Lieblein                                                             | 21 de Abril de 2006                        | 102              | N/A 0.8                |
| 6        | 6            | "A Vovó Não Deixa Seus Bebês Crescerem para Serem Favoritos" "Grandmas Don't Let Your Babies Grow Up to Play Favorites" | Roger S. Christansen  | Douglas Lieblein                                                             | 28 de Abril de 2006                        | 109              | 2.9 1.2                |
| 7        | 7            | "É um Mundo Manequim" "It's a Mannequin's World"                                                                        | Roger S. Christansen  | Howard Meyers                                                                | 12 de Maio de 2006                         | 110              | N/A 1.3                |
| 8        | 8            | "Amor de Mascote" "Mascot Love"                                                                                         | Roger S. Christansen  | Sally Lapiduss                                                               | 26 de Maio de 2006                         | 111              | N/A 1.7                |
| 9        | 9            | "Ooo, Ooo, Mulher Coçeira" "Ooo, Ooo, Itchy Woman"                                                                      | David Kendall         | Gary Dontzig Steven Peterman                                                 | 10 de Junho de 2006                        | 104              | 3.7 1.4                |
| 10       | 10           | "As Palavras, Você Consegue Lembrar as Palavras?" "O Say, Can You Remember the Words?"                                  | Lee Shallat Chemel    | Sally Lapiduss                                                               | 30 de Junho de 2006                        | 113              | N/A 2.1                |
| 11       | 11           | "Eu me Intrometi de Novo!" "Oops! I Meddled Again!"                                                                     | Chip Hurd             | Lisa Albert                                                                  | 15 de Julho de 2006                        | 107              | N/A 1.6                |
| 12       | 12           | "Na Estrada Outra Vez?" (Parte três do especial "That's So Suite Life of Hannah Montana") "On the Road Again?"          | Roger S. Christiansen | Steven James Meyer                                                           | 28 de Julho de 2006                        | 112              | 7.1 2.5                |
| 13       | 13           | "Você é Assim?... Faça com que Pensem que a Espinha é Sua" "You're So Vain, You Probably Think This Zit is About You"   | Chip Hurd             | Todd J. Greenwald                                                            | 12 de Agosto de 2006                       | 106              | N/A 2.3                |
| 14       | 14           | "Novo Aluno na Escola" "New Kid in School"                                                                              | Kenneth Shapiro       | Todd J. Greenwald                                                            | 18 de Agosto de 2006                       | 114              | N/A 1.8                |
| 15       | 15           | "Mais Que um Zumbi Para Mim" "More Than a Zombie to Me"                                                                 | Roger S. Christiansen | Steven Peterman                                                              | 8 de Setembro de 2006                      | 116              | N/A 2.1                |
| 16       | 16           | "Você Aprontou uma, Dona Dolly" "Good Golly, Miss Dolly"                                                                | Roger S. Christiansen | Sally Lapiduss                                                               | 29 de Setembro de 2006                     | 118              | N/A 2.8                |
| 17       | 17           | "Dividida entre Duas Hannahs" "Torn Between Two Hannahs"                                                                | Roger S. Christiansen | Todd J. Greenwald (Teleplay) Valerie Ahern & Christian McLaughlin (História) | 14 de Outubro de 2006                      | 126              | N/A 2.4                |
| 18       | 18           | "Pessoas Que Usam Pessoas" "People Who Use People"                                                                      | Shannon Flynn         | Michael Poryes                                                               | 3 de Novembro de 2006                      | 119              | N/A 1.8                |
| 19       | 19           | "Dinheiro Pra Nada, Culpa de Graça" "Money for Nothing, Guilt for Free"                                                 | Roger S. Christiansen | Heather Wordham                                                              | 26 de Novembro de 2006                     | 115              | N/A 1.7                |
| 20       | 20           | "Débito Seja" "Debt It Be"                                                                                              | Roger S. Christiansen | Heather Wordham Sally Lapiduss                                               | 1 de Dezembro de 2006                      | 120              | N/A 1.9                |
| 21       | 21           | "Meu Namorado Jackson.... Nisso há um Problema" "My Boyfriend's Jackson and There's Gonna Be Trouble"                   | Roger S. Christiansen | Andrew Green Sally Lapiduss                                                  | 1 de Janeiro de 2007                       | 124              | N/A 2.6                |
| 22       | 22           | "Nós Somos Família: Agora Me Dê uma Água!" "We Are Family: Now Get Me Some Water!"                                      | Roger S. Christiansen | Jay J. Demopoulos Andrew Green                                               | 7 de Janeiro de 2007                       | 122              | N/A                    |
| 23       | 23           | "Aluna Brutal" "Schooly Bully"                                                                                          | Roger S. Christiansen | Douglas Lieblein Heather Wordham                                             | 19 de Janeiro de 2007                      | 125              | N/A                    |
| 24       | 24           | "O Lado Ídolo de Mim" "The Idol Side of Me"                                                                             | Fred Savage           | Douglas Lieblein                                                             | 9 de Fevereiro de 2007                     | 117              | 3.7                    |
| 25       | 25           | "Cheira Como Traição" "Smells Like Teen Sellout"                                                                        | Sheldon Epps          | Heather Wordham                                                              | 2 de Março de 2007                         | 123              | 4.4                    |
| 26       | 26           | "Alces Maus Levantem-se" "Bad Moose Rising"                                                                             | Roger S. Christiansen | Douglas Lieblein Steven James Meyer                                          | 30 de Março de 2007                        | 121              | N/A                    |

## 2.ª Temporada: 2007–2008
Ver artigo principal: Hannah Montana (2.ª temporada)
- Esta temporada teve o episódio mais assistido da série (Eu e o Sr. Jonas e o Sr. Jonas e o Sr. Jonas) 10.7 milhões.
- Miley Cyrus, Emily Osment, Jason Earles e Billy Ray Cyrus estão presentes em todos os episódios.
- Mitchel Musso está ausente por seis episódios.
- Moises Arias está ausente por oito episódios.
- Jonas Brothers, Dwayne Johnson, Vicki Lawrence, Dolly Parton e Corbin Bleu participam de um episódio.
- Selena Gomez participa de dois episódios como Mikayla, rival de Hannah.
- Cody Linley participa de quatro episódios (sendo um duplo).

| #  | #  | Título                                                                                       | Exibição Original      | Código de Prod. | Audiência Original (em milhões) |
| -- | -- | -------------------------------------------------------------------------------------------- | ---------------------- | --------------- | ------------------------------- |
| 27 | 1  | "Eu e o Rico Dando um Rolé Pela escola" "Me and Rico Down By The Schoolyard"                 | 23 de Abril de 2007    | 203             | 3.5                             |
| 28 | 2  | "Algemas Nos Unirão" "Cuffs Will Keep Us Together"                                           | 24 de Abril de 2007    | 201             | 3.5                             |
| 29 | 3  | "Você Depende Tanto de Mim" "You Are So Sue-Able To Me"                                      | 25 de Abril de 2007    | 202             | 3.9                             |
| 30 | 4  | "Cansada de Tanto Estudar-dar-dar" "Get Down, Study-udy-udy"                                 | 26 de Abril de 2007    | 204             | 3.7                             |
| 31 | 5  | "Eu sou Hannah, Ouça a Minha Garganta" "I Am Hannah, Hear Me Croak"                          | 27 de Abril de 2007    | 206             | 3.5                             |
| 32 | 6  | "Lute pelos Seus Direitos de Ir a Festa" "You Gotta Not Fight For Your Right To Party"       | 4 de Maio de 2007      | 207             | 2.9                             |
| 33 | 7  | "O Namorado da Minha Melhor Amiga" "My Best Friend's Boyfriend"                              | 18 de Maio de 2007     | 209             | 4.5                             |
| 34 | 8  | "Pegue Este Emprego e Ame-o" "Take This Job and Love It"                                     | 16 de Junho de 2007    | 210             | 4.5                             |
| 35 | 9  | "O Coração Ferido de Jake - Parte 1" "Achy Jake Heart - Part 1"                              | 24 de Junho de 2007    | 211             | 7.4                             |
| 36 | 10 | "O Coração Ferido de Jake - Parte 2" "Achy Jake Heart - Part 2"                              | 24 de Junho de 2007    | 212             | 7.4                             |
| 37 | 11 | "Ser Sônambula" "Sleepwalk This Way"                                                         | 7 de Julho de 2007     | 213             | 5.3                             |
| 38 | 12 | "Quando Você Deseja ser a Estrela" "When You Wish You Were the Star"                         | 14 de Julho de 2007    | 215             | 5.1                             |
| 39 | 13 | "Eu Quero Que Você Queira Que Eu... Vá à Flórida" I Want You to Want Me... To Go To Florida" | 21 de Julho de 2007    | 208             | 3.0                             |
| 40 | 14 | "Todo Mundo Estava Lutando Pelo Melhor Amigo" "Everybody Was Best-Friend Fighting"           | 29 de Julho de 2007    | 215             | 3.6                             |
| 41 | 15 | "Canção Má Cantada" "Song Sung Bad"                                                          | 4 de Agosto de 2007    | 214             | 4.7                             |
| 42 | 16 | "Eu e o Sr. Jonas e o Sr. Jonas e o Sr. Jonas" Me and Mr. Jonas and Mr. Jonas and Mr. Jonas" | 17 de Agosto de 2007   | 217             | 10.7                            |
| 43 | 17 | "Não Desista Até Que Você Tenha o Telefone" "Don't Stop 'Til You Get The Phone"              | 21 de Setembro de 2007 | 222             | 5.1                             |
| 44 | 18 | "É Pra Isso Que Servem os Amigos?" "That's What Friends Are For?"                            | 19 de Outubro de 2007  | 224             | 5.4                             |
| 45 | 19 | "A Mãe da Lilly Tem Que Partir" "Lilly's Mom Has Got It Goin' On"                            | 10 de Novembro de 2007 | 216             | 5.5                             |
| 46 | 20 | "Eu Sempre Te Odiarei" "I Will Always Loathe You"                                            | 7 de Dezembro de 2007  | 218             | 4.4                             |
| 47 | 21 | "Tchau Tchau Bola" "Bye Bye Ball"                                                            | 13 de Janeiro de 2008  | 220             | 4.4                             |
| 48 | 22 | "(Nós Sentimos Muito) Tio Earl" "(We're So Sorry) Uncle Earl"                                | 21 de Março de 2008    | 226             | 3.6                             |
| 49 | 23 | "O Caminho Que Quase Não Tivemos" "The Way We Almost Weren't"                                | 4 de Maio de 2008      | 219             | 3.1                             |
| 50 | 24 | "Você Não Disse Que Era Seu Aniversário" "You Didn't Say It Was Your Birthday"               | 6 de Julho de 2008     | 225             | 5.1                             |
| 51 | 25 | "Hannah Na Rua com os Diamantes" "Hannah In The Streets With Diamonds"                       | 20 de Julho de 2008    | 228             | 3.8                             |
| 52 | 26 | "Ainda Um Outro Lado de Mim" "Yet Another Side of Me"                                        | 3 de Agosto de 2008    | 229             | 4.6                             |
| 53 | 27 | "A Prova do Meu Amor" "The Test Of My Love"                                                  | 31 de Agosto de 2008   | 221             | 3.9                             |
| 54 | 28 | "Joannie, Seja Boazinha" "Joannie B. Goode"                                                  | 14 de Setembro de 2008 | 227             | 4.6                             |
| 55 | 29 | "Nós Estamos Todos Juntos Nesse Encontro" "We're All On This Date Together"                  | 12 de Outubro de 2008  | 230             | 4.4                             |

## 3.ª Temporada: 2008 - 2010
- Miley Cyrus, Emily Osment e Jason Earles estão em todos os episódios.
- Mitchel Musso está ausente em seis episódios.
- Billy Ray Cyrus está ausente em três episódios.
- Moises Arias está ausente em sete episódios.
- Cody Linley participa em dois episódios.
- Drew Roy, Shanica Knowles e Anna Maria Perez de Tagle participam em um episódio.
- Jon Cryer participa em um episódio.
- David Archuleta participa em um episódio.
- Vicki Lawrence e Romi Dames participam em dois episódio.
- Leigh-Allyn Baker, China Anne McClain, Sierra McCormick participam em um episódio.

| Nº Série | Nº Temporada | Título | Dirigido por         | Criado por                             | Datas de exibição                                       | Cód. de produção | Audiência EUA (em milhões) |
| -------- | ------------ | --- | -------------------- | -------------------------------------- | ------------------------------------------------------- | ---------------- | -------------------------- |
| 56       | 1            | "Ele Não É Um Gato, Ele É Meu Irmão" "He Ain't a Hottie, He's My Brother"                                                | Rich Correll         | Steven James Meyer                     | 2 de Novembro de 2008 18 de Março de 2009               | 302              | 5.5                        |
| 57       | 2            | "Preparar, Apontar, Não Dirija!" "Ready, Set, Don't Drive!"                                                              | Rich Correll         | Jay J. Demopoulos                      | 9 de Novembro de 2008 22 de Fevereiro de 2009           | 301              | 4.9                        |
| 58       | 3            | "Não Vá Quebrar o Meu Dente" "Don't Go Breaking My Tooth"                                                                | Rich Correll         | Michael Poryes                         | 16 de Novembro de 2008 1 de Abril de 2009               | 303              | 4.6                        |
| 59       | 4            | "Você Nunca Me Dá Meu Dinheiro" "You Never Give Me My Money"                                                             | Roger S. Christansen | Andrew Green                           | 23 de Novembro de 2008 8 de Abril de 2009               | 305              | 4.6                        |
| 60       | 5            | "Me Matando Aos Poucos Com a Sua Altura" (Episódio especial de Natal) "Killing Me Softly with His Height"                | Rich Correll         | Steven Peterman                        | 14 de Dezembro de 2008 19 de Novembro de 2009           | 306              | N/A                        |
| 61       | 6            | "Eu Deveria Mentir para Você, Lilly?" "Would I Lie to You, Lilly?"                                                       | Shelley Jensen       | Michael Poryes                         | 11 de Janeiro de 2009 15 de Abril de 2009               | 308              | 3.7                        |
| 62       | 7            | "Você Tem Que Perder Esse Emprego" "You Gotta Lose This Job"                                                             | Steve Zuckerman      | Heather Wordham                        | 16 de Fevereiro de 2009 22 de Abril de 2009             | 307              | 4.4                        |
| 63       | 8            | "Bem-Vinda a Confusão" "Welcome to the Bungle"                                                                           | Shelley Jensen       | Steven Peterman                        | 1 de Março de 2009 29 de Abril de 2009                  | 309              | 4.1                        |
| 64       | 9            | "Papai Têm Um Amigo Novíssimo" "Papa's Got a Brand New Friend"                                                           | Shelley Jensen       | Maria Brown-Gallenberg                 | 8 de Março de 2009 6 de Maio de 2009                    | 310              | 4.2                        |
| 65       | 10           | "Trapaceie-o" "Cheat It"                                                                                                 | Shannon Flynn        | Jay J. Demopoulos Steven James Meyer   | 15 de Março de 2009 13 de Maio de 2009                  | 311              | 4.4                        |
| 66       | 11           | "Bate, Bate, Batendo na Cabeça do Jackson" "Knock Knock Knockin' on Jackson's Head"                                      | Rich Correll         | Andrew Green                           | 22 de Março de 2009 7 de Junho de 2009                  | 312              | 4.5                        |
| 67       | 12           | "Você Deu Um Mal Nome ao Almoço" "You Give Lunch a Bad Name"                                                             | Rich Correll         | Heather Wordham                        | 29 de Março de 2009 20 de Maio de 2009                  | 314              | 3.4                        |
| 68       | 13           | "Coisas que eu Odeio em Você" "What I Don't Like About You"                                                              | Rich Correll         | Douglas Lieblein                       | 19 de Abril de 2009 27 de Maio de 2009                  | 315              | 4.8                        |
| 69       | 14           | "Baile de Formatura" "Promma Mia"                                                                                        | Rich Correll         | Heather Wordham                        | 3 de Maio de 2009 3 de Junho de 2009                    | 320              | 4.5                        |
| 70       | 15           | "Uma, Duas, Três Vezes com Medo" "Once, Twice, Three Times Afraidy"                                                      | Shannon Flynn        | Jay J. Demopoulos Steven James Meyer   | 17 de Maio de 2009 10 de Novembro de 2009               | 317              | 3.4                        |
| 71       | 16           | "Jake... Outro Pedacinho do Meu Coração" "Jake... Another Little Piece of My Heart"                                      | Roger S. Christansen | Douglas Lieblein                       | 7 de Junho de 2009 8 de Agosto de 2009                  | 304              | 4.1                        |
| 72       | 17           | "Miley Feriu os Sentimentos da Estrela do Rádio" "Miley Hurt the Feelings of the Radio Star"                             | Rich Correll         | Maria Brown-Gallenberg                 | 14 de Junho de 2009 24 de Junho de 2009                 | 313              | 3.5                        |
| 73       | 18           | "Ele Pode Ser O Cara" [Episódio especial (único) de 1 hora] "He Could Be The One"                                        | Rich Correll         | Maria Brown-Gallenberg Heather Wordham | 5 de Julho de 2009 7 de Novembro de 2009                | 326/327          | 7.9                        |
| 74       | 19           | "Super Garota (supersticiosa)" (Parte três do especial "Feiticeiros a Bordo com Hannah Montana") "Super (stitious) Girl" | Rich Correll         | Michael Poryes Steven Peterman         | 17 de Julho de 2009 12 de Fevereiro de 2010             | 316              | 10.6                       |
| 75       | 20           | "Eu Honestamente Te Amo (Não, Não Você)" "I Honestly Love You (No, Not You)"                                             | Shannon Flynn        | Andrew Green                           | 26 de Julho de 2009 12 de Novembro de 2009              | 318              | 3.9                        |
| 76       | 21           | "Por (Dar) Um Pedido de Desculpas" "For (Give) a Little Bit"                                                             | Rich Correll         | Maria Brown-Gallenberg                 | 9 de Agosto de 2009 16 de Novembro de 2009              | 319              | N/A                        |
| 77       | 22           | "M-M-M-Mal pra o Cromo" "B-B-B-Bad to the Chrome"                                                                        | Shannon Flynn        | Jay J. Demopoulos Steven James Meyer   | 23 de Agosto de 2009 17 de Novembro de 2009             | 322              | 4.0                        |
| 78       | 23           | "Nervosa (Oliver está Bem)" "Uptight (Oliver's Alright)"                                                                 | Art Manke            | Sally Lapidus                          | 20 de Setembro de 2009 10 de Abril de 2010 (Rede Globo) | 223              | 5.0                        |
| 79       | 24           | "Julgue-me Gentilmente" "Judge Me Tender"                                                                                | Bob Koherr           | Andrew Green                           | 18 de Outubro de 2009 12 de Novembro de 2009            | 323              | 5.7                        |
| 80       | 25           | "Não Posso Chegar em Casa por Você, Garota" "Can't Get Home to You Girl"                                                 | Bob Koherr           | Tom Seeley                             | 8 de Novembro de 2009 15 de Novembro de 2009            | 324              | N/A                        |
| 81       | 26           | "Venha Falhar" "Come Fail Away"                                                                                          | Rich Correll         | Douglas Lieblein                       | 6 de Dezembro de 2009 16 de Abril de 2010               | 325              | N/A                        |
| 82       | 27           | "Tenho Que Tirá-la da Minha Casa" "Got to Get Her Out of My House"                                                       | Rich Correll         | Douglas Lieblein                       | 10 de Janeiro de 2010 10 de Fevereiro de 2010           | 321              | 3.9                        |
| 83       | 28           | "A Roda Perto da Minha Cama (Continua Rodando)" "The Wheel Near My Bed (Keeps on Turnin')"                               | Bob Koherr           | Jay J. Demopoulos Steven James Meyer   | 21 de Fevereiro de 2010 16 de Abril de 2010             | 328              | 4.5                        |
| 84       | 29           | "Miley Diz Adeus?: Parte 1" "Miley Says Goodbye?: Part 1"                                                                | Rich Correll         | Michael Poryes Steven Peterman         | 7 de Março de 2010 18 de Abril de 2010                  | 329              | 7.0                        |
| 85       | 30           | "Miley Diz Adeus?: Parte 2" "Miley Says Goodbye?: Part 2"                                                                | Rich Correll         | Michael Poryes Steven Peterman         | 14 de Março de 2010 18 de Abril de 2010                 | 330              | 7.6                        |

## 4.ª Temporada (Forever): 2010 - 2011
Ver artigo principal: Hannah Montana Forever
- A temporada foi lançada em DVD no Brasil em 16 de Março de 2011.
- O Disney Channel Brasil confirmou que os códigos de produção dos episódios 10, 11 e 12 são respectivamente: 413, 411 e 412.
- Miley Cyrus e Billy Ray Cyrus estão presentes em todos os episódios.
- Emily Osment e Jason Earles estão ausentes em um episódio.
- Moises Arias está ausente em quatro episódios.
- Sheryl Crow, Iyaz, Cody Linley, Phil McGraw e Robin Roberts participam de um episódio cada.
- Mitchel Musso participa de dois episódios.
- Jon Cryer e Angus T. Jones (Two and a Half Men) participam de um episódio cada.
- Drew Roy participa de três episódios.
- Hayley Chase, Shanica Knowles e Anna Maria Perez de Tagle participam de um episódio.
- Morgan York participa de dois episódios.
- Christine Taylor participa de dois episódios.
- Tammin Sursok participa de quatro episódios.

| #  | #  | Título | Exibição Original      | Código de Prod. | Audiência Original (em milhões) |
| -- | -- | --- | ---------------------- | --------------- | ------------------------------- |
| 86 | 1  | "Doce Lar da Hannah Montana" Sweet Home Hannah Montana"                                                                | 11 de Julho de 2010    | 402             | 5.7 3.9                         |
| 87 | 2  | "Hannah Montana para a Sala do Diretor" "Hannah Montana to the Principal's Office"                                     | 18 de Julho de 2010    | 401             | 5.4 2.8                         |
| 88 | 3  | "Califórnia Gritando" "California Screamin"                                                                            | 25 de Julho de 2010    | 403             | 4.2 2.9                         |
| 89 | 4  | "Se-Si-Si-Si, Na-Não-Não, Não, Conte o Meu Segredo" "De-Do-Do-Do, Da-Don't-Don't, Don't, Tell My Secret"               | 1 de Agosto de 2010    | 404             | 5.7 4.1                         |
| 90 | 5  | "É o Fim do Jake que Nós Conhecemos" "It's the End of the Jake as We Know It"                                          | 8 de Agosto de 2010    | 405             | 4.7 3.5                         |
| 91 | 6  | "Esteve Aqui o Tempo Todo" "Been Here All Along"                                                                       | 22 de Agosto de 2010   | 407             | 4.6 3.9                         |
| 92 | 7  | "Amor da Hora" (tradução do Disney Channel Brasil) "Amor Que Te Liberta" (tradução da Rede Globo)" Love That Let's Go" | 12 de Setembro de 2010 | 406             | 4.5 4.4                         |
| 93 | 8  | "Hannah está Indo Ter Isto" "Hannah's Gonna Get This"                                                                  | 3 de Outubro de 2010   | 408             | 4.1 3.8                         |
| 94 | 9  | "Sempre Vou Me Lembrar de Você" "I'll Always Remember You"                                                             | 7 de Novembro de 2010  | 409-410         | 7.1 5.5                         |
| 95 | 10 | "Não Está Vendo Como Sou de Verdade?" "Can You See the Real Me?"                                                       | 5 de Dezembro de 2010  | 413             | 4.9 5.2                         |
| 96 | 11 | "Dá Um Beijo de Adeus" "Kiss It All Goodbye"                                                                           | 10 de Dezembro de 2010 | 411             | 4.2 5.0                         |
| 97 | 12 | "Eu Sou a Vovó, Me Ouça Rugir" "I Am Mamaw, Hear Me Roar!"                                                             | 9 de Janeiro de 2011   | 412             | 4.3 4.1                         |
| 98 | 13 | "Aonde Quer Que Eu Vá" "Wherever I Go"                                                                                 | 16 de Janeiro de 2011  | 414-415         | 6.9 6.2                         |